# Quinn Gleason
Quinn Gleason (* 10. November 1994) ist eine US-amerikanische Tennisspielerin.

## Karriere
Quinn Gleason begann mit sieben Jahren das Tennisspielen und ihr bevorzugter Belag ist der Sandplatz. Sie spielt vor allem auf der ITF Women’s World Tennis Tour, wo sie bislang einen Titel im Einzel und 15 im Doppel gewinnen konnte.

## Turniersiege

### Einzel
| Nr. | Datum        | Turnier         | Kategorie   | Belag | Finalgegnerin  | Ergebnis       |
| --- | ------------ | --------------- | ----------- | ----- | -------------- | -------------- |
| 1.  | 3. Juni 2017 | Villa del Dique | ITF $15.000 | Sand  | Victoria Bosio | 6:72, 6:3, 6:2 |

### Doppel
| Nr. | Datum              | Turnier                  | Kategorie      | Belag             | Partnerin              | Finalgegnerinnen                     | Ergebnis         |
| --- | ------------------ | ------------------------ | -------------- | ----------------- | ---------------------- | ------------------------------------ | ---------------- |
| 1.  | 16. April 2017     | Indian Harbour Beach     | ITF $80.000    | Sand              | Kristie Ahn            | Laura Pigossi Renata Zarazúa         | 6:3, 6:2         |
| 2.  | 14. Juli 2017      | Knokke-Heist             | ITF $15.000    | Hartplatz         | Luisa Stefani          | Leonie Küng Axana Mareen             | 6:4, 7:5         |
| 3.  | 21. Juli 2017      | Brüssel                  | ITF $15.000    | Sand              | Luisa Stefani          | Deborah Kerfs Priscilla Heise        | 6:3, 6:2         |
| 4.  | 4. August 2017     | El Espinar               | ITF $25.000    | Hartplatz         | Luisa Stefani          | Ayla Aksu Bibiane Schoofs            | 6:3, 6:2         |
| 5.  | 23. Februar 2018   | Solarino                 | ITF $15.000    | Teppich           | Emily Appleton         | Mathilde Armitano Maria Masini       | 3:6, 7:5, [10:8] |
| 6.  | 2. März 2018       | Solarino                 | ITF $15.000    | Teppich           | Swjatlana Piraschenka  | Anna Klasen Romy Kölzer              | 6:4, 6:4         |
| 7.  | 9. November 2018   | Colina                   | ITF $60.000    | Sand              | Luisa Stefani          | Bárbara Gatica Rebeca Pereira        | 6:0, 4:6, [10:7] |
| 8.  | 19. Januar 2019    | Petit-Bourg (Guadeloupe) | ITF W25        | Hartplatz         | Luisa Stefani          | Vladica Babić Rosalie van der Hoek   | 7:5, 6:4         |
| 9.  | 6. April 2019      | Palm Harbor              | ITF W80        | Sand              | Ingrid Neel            | Oqgul Omonmurodova Lizette Cabrera   | 5:7, 7:5, [10:8] |
| 10. | 15. Februar 2020   | Nicholasville            | ITF W100       | Hartplatz (Halle) | Catherine Harrison     | Hailey Baptiste Whitney Osuigwe      | 7:5, 6:2         |
| 11. | 12. Juni 2021      | Santo Domingo            | ITF W25        | Hartplatz         | Emina Bektas           | Kelly Williford Ana Carmen Zamburek  | 7:5, 6:4         |
| 12. | 10. Oktober 2021   | Las Vegas                | ITF W60        | Hartplatz         | Tereza Mihalíková      | Emina Bektas Tara Moore              | 7:65, 7:5        |
| 13. | 23. Oktober 2021   | Macon                    | ITF W80        | Hartplatz         | Catherine Harrison     | Alycia Parks Alana Smith             | 6:2, 6:2         |
| 14. | 19. Februar 2022   | Glasgow                  | ITF W25        | Hartplatz (Halle) | Catherine Harrison     | Justina Mikulskytė Walerija Sawinych | 6:4, 6:1         |
| 15. | 16. September 2023 | Ljubljana                | WTA Challenger | Sand              | Amina Anschba          | Freya Christie Yuliana Lizarazo      | 6:3, 6:4         |
| 16. | 27. April 2024     | Charlottesville          | ITF W75        | Sand              | Emily Appleton         | Marija Kononowa Marija Kosyrewa      | 7:65, 6:1        |
| 17. | 7. September 2024  | Montreux                 | WTA Challenger | Sand              | Ingrid Gamarra Martins | María Carlé Simona Waltert           | 6:3, 4:6, [10:7] |
| 18. | 3. November 2024   | Mérida                   | WTA 250        | Hartplatz         | Ingrid Gamarra Martins | Magali Kempen Lara Salden            | 6:4, 6:4         |
| 19. | 14. Juni 2025      | Grado                    | WTA Challenger | Sand              | Ingrid Gamarra Martins | Veronika Erjavec Dominika Šalková    | 6:2, 5:7, [10:5] |
| 20. | 12. Juli 2025      | Contrexéville            | WTA Challenger | Sand              | Ingrid Gamarra Martins | Emily Appleton Isabelle Haverlag     | 6:1, 7:64        |